# Коперник (місячний кратер)
Коперник (лат. Copernicus) — кратер на Місяці, в східній частині Океану Бур. Це молодий, добре збережений та один із найпримітніших місячних кратерів: він оточений величезною системою яскравих променів. Його діаметр — 93 км, а глибина — 3,8 км. Названий на честь Миколая Коперника, розробника геліоцентричної системи світу.
Коперник — один із наймолодших великих місячних кратерів, внаслідок чого його промені й збереглися дотепер. Він утворився приблизно 800 мільйонів років тому, в названому за його ім'ям коперниківському періоді геологічної історії Місяця. Точне визначення віку цього кратера становить великий інтерес, що робить його цікавим місцем для майбутніх польотів на Місяць. Саме туди планували відправити скасовану місію «Аполлон-18».
Кратер є цікавим об'єктом для аматорських спостережень. Деталі його рельєфу найкраще видно на 9–10 день після нового або повного Місяця (коли поряд із ним проходить термінатор), а промені — під час повні.

## Назва
Кратер Коперник названо на честь Миколая Коперника, який відстоював ідею про обертання Землі навколо Сонця. Це ім'я йому дав 1651 року Джованні Річчолі — автор ідеї називати місячні кратери на честь вчених. Він вирішив давати кратерам Океану Бур та його околиць імена астрономів, що вважали Землю рухомою, оскільки ці кратери нагадують острови, що «плавають у бурхливому океані». Зокрема, два яскравих кратера неподалік Коперника отримали імена Аристарха та Кеплера. Можливо, назвавши одні з найпримітніших місячних кратерів на честь прихильників геліоцентричної системи світу, Річчолі виразив свою з ними таємну солідарність, хоча на словах він, як член ордена єзуїтів, підтримував геоцентричну систему.
1935 року назву цього кратера разом із багатьма іншими традиційними місячними назвами затвердив Міжнародний астрономічний союз. 1973 року таку ж саму назву дали одному з кратерів Марса. Згодом МАС ухвалив правило про неприпустимість подібних повторів у майбутньому, але старі назви-дублі було збережено.
Інші місячні картографи давнини називали цей кратер інакше. П'єр Гассенді, що 1635–1637 року разом з колегами створив кілька дуже якісних як на той час місячних карт, дав йому латинську назву Carthusia за ім'ям монастиря Гранд-Шартрез чи гірського масиву, де він стоїть. 1645 року Міхаель ван Лангрен, що працював при дворі іспанського короля Філіпа IV, назвав кратер Philippi IV, а навколишній океан — Oceanus Philippicus. Ян Гевелій, що переносив на Місяць земні топоніми, 1647 року назвав кратер горою Етна (Ætna Mons), а навколишню світлу область — Сицилією. Найяскравішим променям цього кратера він дав назви різних земних гір та хребтів.

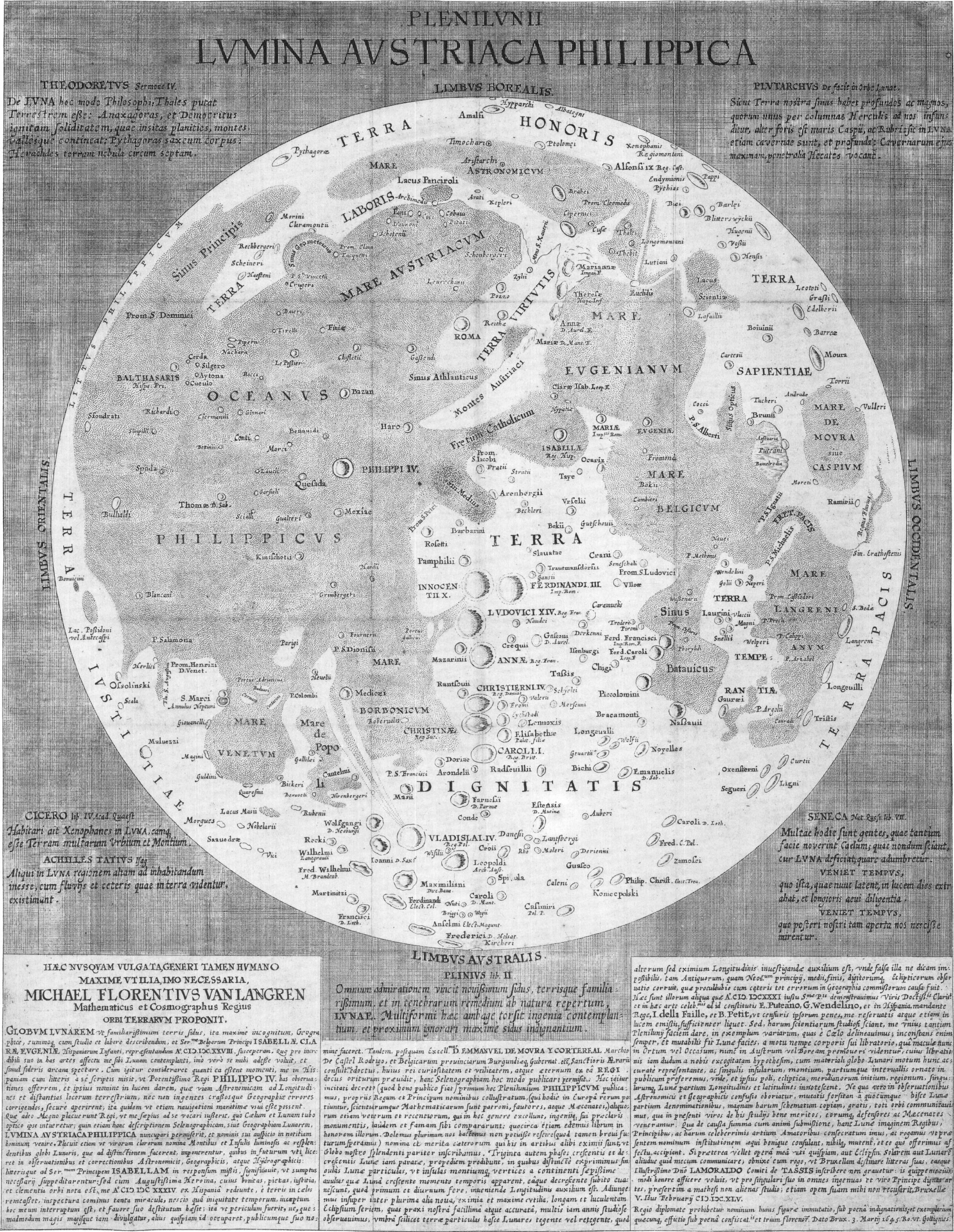
Карта Лангрена (1645)
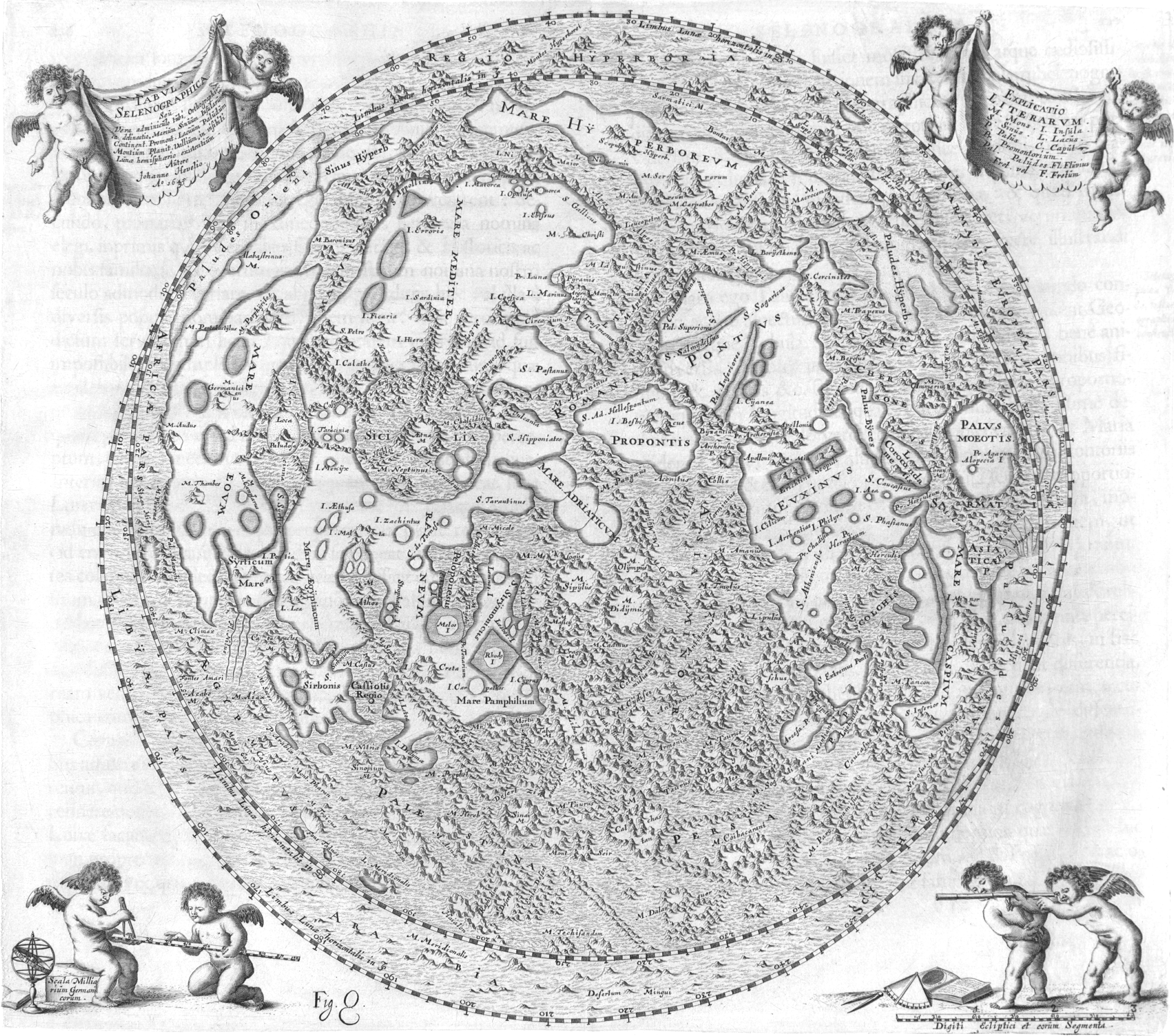
Карта Гевелія (1647)
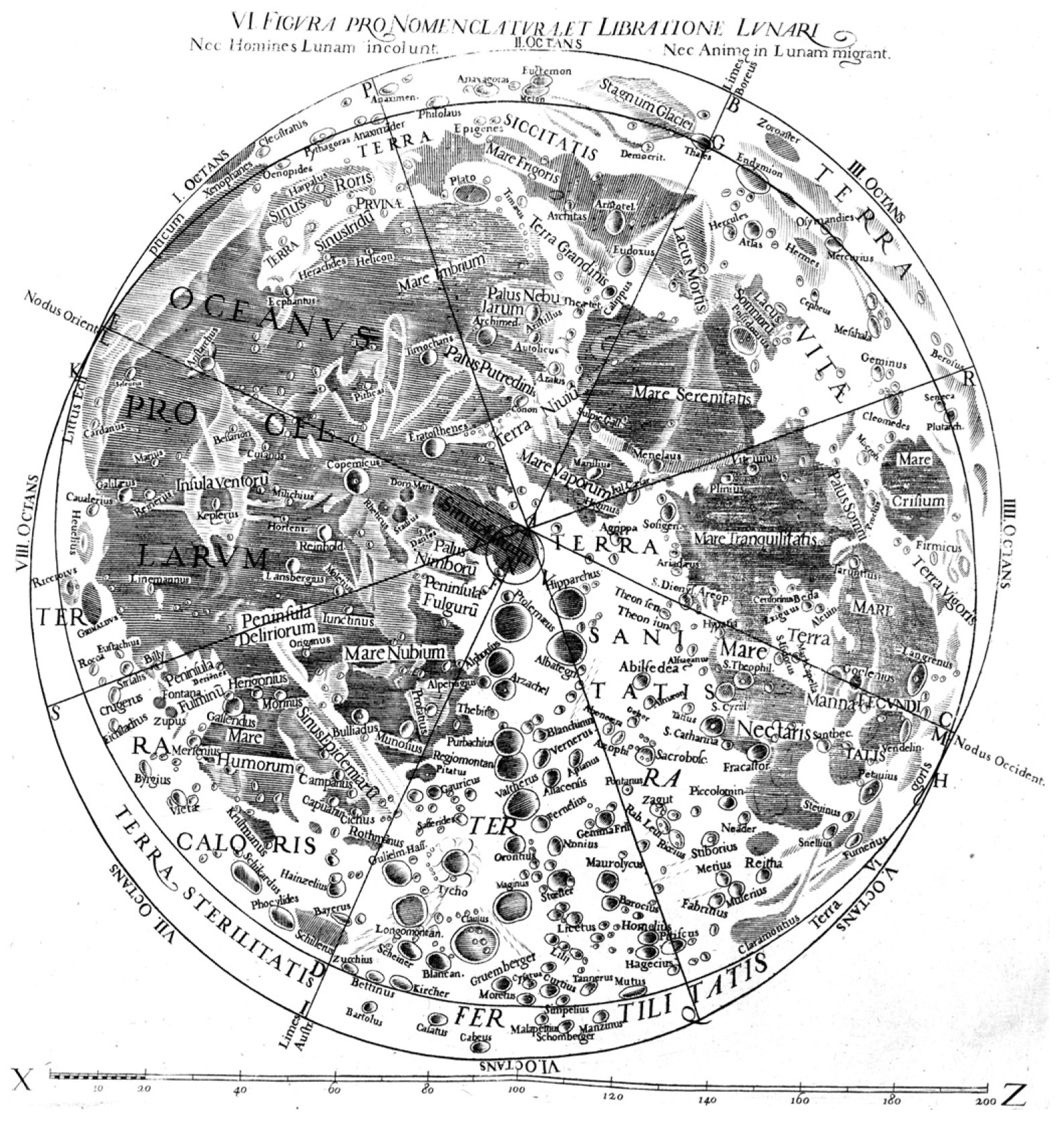
Карта Річчолі (1651)

## Розташування
Координати центру Коперника — 9°37′ пн. ш. 20°05′ зх. д. / 9.62° пн. ш. 20.08° зх. д. Він знаходиться на сході Океану Бур, де окремі височини відмежовують від цього океану кілька морів та заток. На сході від Коперника лежить Затока Спеки, на південному сході — Затока Центральна, а на південному заході — Море Островів. Дещо далі на півдні розташоване Море Пізнане. За 60 км на північ від краю кратера починаються місячні Карпати, а за 180 км на північний схід — Апенніни. За цими гірськими хребтами лежить Море Дощів.
Найближчі до Коперника найменовані кратери (не рахуючи сателітних) — великі кратери Стадій на сході, Ератосфен на північному сході та Рейнхольд на південному заході. Окрім того, в околицях знаходяться менші кратери Фаут (на півдні), Гортензій (на південному заході), Міліхій (на заході) та Гей-Люссак (на півночі). Поблизу останнього тягнеться 40-кілометрова борозна Гей-Люссака (Rima Gay-Lussac).
За 500 км на захід від Коперника лежить інший примітний променястий кратер — Кеплер, а за 900 км на північний захід — Аристарх. Променеві системи цих трьох кратерів перетинаються одна з одною.

## Опис
Коперник — молодий кратер, і тому він добре зберігся та має чіткі обриси. Його контур дещо хвилястий, а на схилах багато добре виражених терас. Дно пласке з кількома гірками в центрі. Діаметр Коперника — близько 93 км, а ширина внутрішнього схилу — близько 15 км. Вал височіє над навколишньою місцевістю на 1–1,5 км, а дно лежить глибше за неї на 2,5 км. Відносно дна кратера висота його валу становить близько 3,8 км (місцями >4 км), а центральних гірок — близько 1 км.
Морської лави на дні кратера нема, натомість воно вкрите застиглим ударним розплавом. Він зробив дно досить рівним, особливо на північному заході. Втім, там трапляються уламки нерозплавленої породи, тріщини, що з'явилися при застиганні розплаву, а також видовжені та округлі западини — ймовірно, результат провалювання ґрунту в лавові тунелі. Частина розплаву при появі кратера була викинута на його схил і навіть назовні. Подекуди на терасах схилу він утворив озера, звідки витікав униз, прокладаючи звивисті русла. Склад розплаву в різних місцях дна кратера виявився неоднаковим, що стало цікавою несподіванкою.
Примітних кратерів усередині Коперника дуже мало: вони не встигли накопичитися за невеликий час його існування. Найбільший з них — 3,5-кілометровий кратер Коперник A на сході його внутрішнього схилу. Але дуже дрібних кратерів там досить багато — можливо, тому, що багато викинутих при утворенні Коперника уламків впало назад.
До удару, що створив цей кратер, море на цьому місці було неглибоким, і тому дно та викиди Коперника складені здебільшого світлими породами, що лежали нижче. Особливо глибокими породами (в основному троктолітом) утворені його центральні гірки.
У межах кількох десятків кілометрів навколо Коперника поверхня вкрита суцільним шаром його викидів. На них простежуються нерівності, витягнуті в радіальному напрямку. Промені кратера тягнуться на порядок далі. Найбільше речовини з кратера викинуто на північ та захід.

### Промені
В усі боки від Коперника відходять світлі промені, які найкраще видно під час повні. Вони тягнуться на відстань більше 500 км. Ці промені здебільшого прямі, але подекуди вигинаються в дуги та петлі й перетинаються, утворюючи заплутану сітку. Уздовж них розкидані численні вторинні кратери (див. нижче). Промені Коперника не дуже яскраві: вони поступаються променям молодших кратерів, наприклад, Тихо. Але вони, на відміну від променів Тихо, лежать переважно на темній морській поверхні. Тому променева система Коперника — одна з найбільш помітних на Місяці, друга після системи Тихо.
Ці промені утворені частково викидами з кратера, а частково — місцевою речовиною, що була викинута на поверхню при падінні цих викидів. З часом промені зникають через потьмяніння ґрунту під дією жорсткого випромінювання і, меншою мірою, через його перемішування під дією метеоритного бомбардування. Промені Коперника вже значно тьмяніші, ніж одразу після утворення: вони майже або зовсім досягли «оптичної зрілості» (не здатні далі тьмяніти під дією випромінювання) і залишаються видимими в основному за рахунок того, що хімічний склад викидів кратера не такий, як у породи морів, де вони лежать.

### Вторинні кратери
При утворенні Коперника в усі боки розліталися шматки породи, які створили навколо нього численні вторинні кратери. Особливо багато їх у межах променів. Подекуди вони утворюють ланцюжки. Найбільше таких кратерів на відстані 100–200 км від центра Коперника. З відстанню їх концентрація швидко падає.
Особливо довгий ланцюжок вторинних кратерів Коперника лежить на північному сході від нього. Він починається біля кратера Стадій і тягнеться на північ, де проходить між Карпатами та Апеннінами і заходить у Море Дощів. Він дещо звивистий і в деяких місцях спрямований майже концентрично до валу Коперника, а в деяких — майже радіально. Його довжина перевищує 250 км. Подекуди його кратери злиті в єдину довгу западину. Цей та сусідні подібні ланцюжки отримали назву «борозни Стадія» (лат. Rimae Stadius). Вона була скасована Міжнародним астрономічним союзом, бо ланцюжки не є борознами, але іноді її продовжують вживати. Багато окремих кратерів цих ланцюжків є сателітними кратерами Стадія (названі його ім'ям із доданням великої латинської літери).
Вторинні кратери Коперника, як і інших кратерів, здебільшого мають неправильну форму і невелику глибину. Їх розмір сягає 8 кілометрів. Від них розходяться яскраво виражені ялинкоподібні візерунки, характерні для кратерів, що утворюються поряд і одночасно. Такі візерунки складаються з хребтів, що розходяться V-подібними парами з-поміж сусідніх кратерів ланцюжка. Ці V-подібні структури спрямовані своїми кутами до первинного кратера і з'являються, найімовірніше, завдяки взаємодії викидів із сусідніх кратерів. В околицях Коперника висота таких хребтів сягає 100 м, довжина — 10 км, а кут між ними лежить у межах 17–122° і збільшується з відстанню від первинного кратера.

## Геологічна історія
Енергію удару, що створив кратер Коперник, оцінюють у 9,6×1022 Дж. Такий кратер міг створити 7-кілометровий астероїд хондритного складу, що врізався в Місяць зі швидкістю близько 16 км/с. Згідно з розрахунками, 200 млрд тонн породи при цьому випарувалося, а в 10 разів більше — розплавилося. Об'єм розплаву становив приблизно 900 км3, чого достатньо для утворення на дні кратера шару товщиною 200 м. Глибина кратера одразу після утворення була більша за сучасну, а діаметр — меншим. Але його дно негайно «відскочило» назад, викинувши вгору кілька центральних гірок, а стінки обвалилися всередину, залишивши «вищерблений» край та тераси на схилі.
До появи Коперника це місце було вкрите неглибоким (кількасот метрів) базальтовим морем із «островами». Подібна місцевість оточує кратер і зараз. Під базальтом лежить шар викидів від удару, що створив басейн сусіднього Моря Дощів. Він має норитовий склад і товщину 0,4–3 км. Глибше знаходиться шар порід складу KREEP, а ще глибше — сильно брекчійовані породи основного складу.
Деякі дані вказують на те, що під морською лавою та викидами басейна Моря Дощів лежить ще старший величезний кратер, центр якого знаходиться поблизу Коперника, а діаметр сягає 600 км. Він отримав назву «басейн Моря Островів». Але впевненості в його існуванні нема.
Під Коперником існують рештки ще одного великого кратера. Він мав діаметр близько 260 км, а його центр розташований поблизу кратера Коперник H (7°12′ пн. ш. 18°12′ зх. д. / 7.2° пн. ш. 18.2° зх. д.). Сам Коперник лежить між його внутрішнім та зовнішнім кільцями. Цей кратер не проявляється в рельєфі, але створює добре помітну гравітаційну аномалію.
При утворенні Коперника найбільше речовини було викинуто на північ та захід. Є в ньому й інші відхилення від радіальної симетрії. Можливо, це наслідок того, що астероїд, що створив цей кратер, прилетів із південного сходу. З іншого боку, це може бути результатом неоднорідності поверхні до удару.

### Вік
Молодість Коперника видно вже за наявністю в нього променевої системи. Більшість великих кратерів Місяця надто старі, щоб її зберегти, і Коперник належить до небагатьох винятків. Час, коли утворилися такі кратери — останній відрізок геологічної історії Місяця — названо за його ім'ям: коперниківський період.
Коперник — гарний приклад кратера ранньокоперниківського віку, хоча він не є найдавнішим кратером цього періоду. Це один із найважливіших кратерів для місячної стратиграфії: його викиди вкривають величезну площу, а за їх перекриттям із іншими деталями рельєфу можна дізнатися, старші вони чи молодші за нього. Тому точне і надійне визначення віку цього кратера становить великий інтерес.
Сучасні оцінки віку Коперника базуються в основному на зразках, доставлених «Аполлоном-12» із його променю на відстані 350 км від кратера. Деякі породи з цього місця ідентифікують як викиди Коперника, хоча ця ідентифікація не є абсолютно надійною. Кілька робіт із їх радіоізотопного датування дали результати близько 800 млн років із похибкою порядку десятків мільйонів років. Найбільшого визнання набула оцінка 800±15 млн років. Це узгоджується з результатами підрахунку дрібних кратерів на поверхні Коперника та його викидів.

## Сателітні кратери
Ці кратери, розташовані в околицях Коперника та всередині нього, названо його ім'ям із доданням великої латинської літери.
| Коперник | Координати                                                | Діаметр, км |
| -------- | --------------------------------------------------------- | ----------- |
| A        | 9°31′ пн. ш. 18°54′ зх. д. / 9.52° пн. ш. 18.90° зх. д.   | 3           |
| B        | 7°30′ пн. ш. 22°23′ зх. д. / 7.50° пн. ш. 22.39° зх. д.   | 8           |
| C        | 7°07′ пн. ш. 15°26′ зх. д. / 7.12° пн. ш. 15.44° зх. д.   | 6           |
| D        | 12°12′ пн. ш. 24°48′ зх. д. / 12.20° пн. ш. 24.80° зх. д. | 5           |
| E        | 6°24′ пн. ш. 22°42′ зх. д. / 6.40° пн. ш. 22.70° зх. д.   | 4           |
| F        | 5°53′ пн. ш. 22°14′ зх. д. / 5.89° пн. ш. 22.24° зх. д.   | 3           |
| G        | 5°55′ пн. ш. 21°31′ зх. д. / 5.92° пн. ш. 21.51° зх. д.   | 4           |
| H        | 6°53′ пн. ш. 18°17′ зх. д. / 6.89° пн. ш. 18.29° зх. д.   | 4           |
| J        | 10°08′ пн. ш. 23°56′ зх. д. / 10.13° пн. ш. 23.94° зх. д. | 6           |
| L        | 13°29′ пн. ш. 17°05′ зх. д. / 13.48° пн. ш. 17.08° зх. д. | 4           |
| N        | 6°55′ пн. ш. 23°19′ зх. д. / 6.91° пн. ш. 23.31° зх. д.   | 6           |
| P        | 10°07′ пн. ш. 16°04′ зх. д. / 10.11° пн. ш. 16.06° зх. д. | 4           |
| R        | 8°04′ пн. ш. 16°50′ зх. д. / 8.06° пн. ш. 16.84° зх. д.   | 4           |

### Публікації на сайті зондаLRO
- Braden S. (28 червня 2012). Copernicus Seen Looking Straight Down. Архів оригіналу за 1 лютого 2015. Процитовано 4 лютого 2015.
- Braden S. (27 червня 2012). Copernicus Central Peak. Архів оригіналу за 1 лютого 2015. Процитовано 4 лютого 2015.
- Robinson M. (18 липня 2012). Copernicus Central Peak From The West. Архів оригіналу за 30 січня 2015. Процитовано 4 лютого 2015.
- Tornabene L. L. (4 травня 2010). Central Peak of Copernicus crater. Архів оригіналу за 15 серпня 2014. Процитовано 4 лютого 2015.
- Robinson M. (28 вересня 2010). Copernicus Crater and The Lunar Timescale. Архів оригіналу за 29 січня 2015. Процитовано 4 лютого 2015.
- Robinson M. (19 березня 2012). Absolute Time. Архів оригіналу за 10 грудня 2014. Процитовано 4 лютого 2015.
- Ashley J. (20 вересня 2011). Dark Wisps in Copernicus. Архів оригіналу за 3 лютого 2015. Процитовано 4 лютого 2015.

### Окремі знімки LRO
- Мозаїка знімків частини кратера з роздільною здатністю 1,8 м/піксель [Архівовано 25 червня 2013 у Wayback Machine.]
- Знімок кратера з роздільною здатністю 4,0 м/піксель [Архівовано 4 вересня 2012 у Wayback Machine.]. Видно всі центральні гірки.
- Знімок дна кратера з роздільною здатністю 1,2 м/піксель. Видно західну гірку.
- Знімки східного краю Коперника. Видно тераси та сателітний кратер Коперник A:
  - знімок із роздільною здатністю 0,5 м/піксель (нормально орієнтоване зображення)
  - знімок із роздільною здатністю 1,2 м/піксель (більша область, дзеркально обернене фото: північ унизу, схід праворуч)
- Знімок західного краю кратера з роздільною здатністю 0,51 м/піксель [Архівовано 18 січня 2012 у Wayback Machine.]. Видно осипання порід різної яскравості.
- Мозаїка знімків північних околиць кратера з роздільною здатністю 100 м/піксель. [Архівовано 19 грудня 2010 у Wayback Machine.] Видно численні вторинні кратери.

### Знімки інших місій
- Знімки Коперника, зроблені апаратом Lunar Orbiter 4 [Архівовано 20 січня 2015 у Wayback Machine.]
- Знімки Коперника, зроблені апаратом Lunar Orbiter 5: V-150 [Архівовано 22 січня 2015 у Wayback Machine.], V-151 [Архівовано 22 січня 2015 у Wayback Machine.], V-152 [Архівовано 22 січня 2015 у Wayback Machine.], V-153 [Архівовано 22 січня 2015 у Wayback Machine.], V-154 [Архівовано 22 січня 2015 у Wayback Machine.], V-155 [Архівовано 22 січня 2015 у Wayback Machine.], V-156 [Архівовано 22 січня 2015 у Wayback Machine.], V-157 [Архівовано 22 січня 2015 у Wayback Machine.]
- Знімки Коперника, зроблені «Аполлоном»-12, 15 та 17 [Архівовано 29 листопада 2014 у Wayback Machine.]
- Знімок скупчення вторинних кратерів Коперника (в центрі) [Архівовано 5 лютого 2015 у Wayback Machine.]. Фото «Аполлона-17», 1972 (північ праворуч)